# Hypsiboas hobbsi
Hypsiboas hobbsi là một loài ếch trong họ Nhái bén.
Loài này có ở Colombia, Venezuela, và có thể Brasil.
Các môi trường sống tự nhiên của chúng là các khu rừng ẩm ướt đất thấp nhiệt đới hoặc cận nhiệt đới và sông. Loài này đang bị đe dọa do mất môi trường sống.